# Mike Harris (curling)
Pour les articles homonymes, voir Harris.
Mike Harris, né le 9 juin 1967 à Georgetown (Ontario), est un joueur canadien de curling notamment médaillé d'argent olympique en 1998.

## Biographie
Mike Harris commence le curling à onze ans. Il remporte les championnats juniors de l'Ontario en 1986 puis est deuxième aux championnats de l'Ontario en 1992 et 1993. Son équipe, surprenante, remporte le tournoi de qualification olympique en 1997. Elle représente donc le Canada aux Jeux olympiques d'hiver de 1998 à Nagano au Japon, qui marquent le retour du curling au programme olympique après 74 ans d'absence. Harris est le skip de l'équipe, composée également de George Karrys, Richard Hart, Collin Mitchell et Paul Savage, et est médaillé d'argent après une défaite contre la Suisse en finale. Dès 2001, il est analyste de curling pour la chaîne CBC Sports